# Cansjera leptostachya
Cansjera leptostachya är en tvåhjärtbladig växtart som beskrevs av George Bentham. Cansjera leptostachya ingår i släktet Cansjera och familjen Opiliaceae. Inga underarter finns listade i Catalogue of Life.